# Перший ешелон (фільм, 1955)
«Перший ешелон» (рос. «Первый ешелон») — радянський художній фільм-драма 1955 року, знятий режисером-постановником Михайлом Калатозовим та режисером Володимиром Досталем на кіностудії «Мосфільм» за сценарієм Миколи Погодіна. Композитор Дмитро Шостакович.

## Сюжет
Події фільму пов'язані з освоєнням цілинних земель у СРСР. В один зі степових районів Казахстану прибуває за комсомольськими путівками загін молоді. Суворі морози й неорганізованість, відсутність будівельних матеріалів, аврали та виснажлива робота ускладнюють і без того важкі будні прибулих. На тлі такого життя розвивається зворушливий роман секретаря комсомольської організації і трактористки Анни...

## У ролях
- Всеволод Санаєв - Олексій Єгорович Донцов, директор радгоспу
- Сергій Ромоданов - Тарас Григорович Шугайло, бригадир
- Микола Анненков - Каштанов, секретар обкому
- Олег Єфремов - Олексій Узоров, перша роль у кіно
- Ізольда Ізвицька - Анна Залогина
- Едуард Бредун - Генка Монетник
- Олексій Кожевников - Валя Солнцев, перша роль у кіно
- Ніна Дорошина - Неллі Паніна
- Ельза Леждей - Тамара
- Анатолій Кирилов - Петя з ЗІСа
- В'ячеслав Воронін - Троян, перша роль у кіно
- Хорен Абрамян - Вартан Вартанян
- Тетяна Дороніна - Зоя, перша роль у кіно